# Alejandría Escate

Alejandría Escate se encuentra al norte de la Bactria, al principio del valle de Ferganá.

Alejandría Escate (en griego: Ἀλεξάνδρεια Εσχάτη; y en latín: Alexandria Ultima; literalmente «Alejandría la más lejana») es una antigua localidad de Tayikistán, cercana a la frontera con Uzbekistán y Kirguistán (es decir, la antigua frontera norte de Asia Central), fundada por Alejandro Magno en agosto del 329 a. C. Se estableció en la parte suroeste del valle de Ferganá, en el banco sur del río Yaxartes. Esta Alejandría corresponde a la actual ciudad de Juyand, en el estado de Tayikistán. Entre los años 1939 y 1992 recibió el nombre de Leninabad.
En el año 323 a. C., tras su boda con Roxana y antes de iniciar la campaña de la India, Alejandro dejó su cuartel general en Samarcanda para trasladarse a Taskent, situada más al sur. Ahí ordenó la construcción de una fortaleza de seis kilómetros de longitud, la cual según las fuentes clásicas se completó en tan solo doce días. Justo en ese lugar, el río Sir Daria convertía el terreno en una fértil llanura. Más allá se encontraban las tribus guerreras nómadas de los escitas y los masagetas. Para contener las incursiones escitas, Alejandro forzó la batalla del Yaxartes, en la que resultó victorioso.

## Un foco helenístico en Asia Central

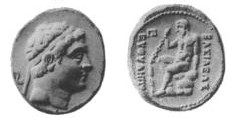
Moneda que representa al rey grecobactriano Eutidemo I (230-200 a. C.)

Alejandría Escate se encuentra a 360 kilómetros al norte de Alejandría de Oxiana, en Bactriana, y por estar en territorio sogdiano en ella acontecieron numerosos conflictos con la población local. Después del 250 a. C., la ciudad pudo seguir en contacto con el Reino grecobactriano, especialmente cuando su rey, Eutidemo I, extendió sus dominios a Sogdiana.

## Contactos con China
La ciudad también se encontraba a 400 km al oeste de la cuenca del Tarim, en la región actual de Sinkiang en China, donde se establecieron los tocarios, una tribu indoeuropea. Hay indicios de que las expediciones griegas llegaron hasta Kashgar. Según el historiador griego Estrabón, los griegos «extendieron su imperio incluso hasta la región de los seres y los frinios», lo que nos lleva a creer que el primer contacto que tuvo China con Occidente ocurrió alrededor del 200 a. C.
Los descendientes de los griegos de Ferganá pueden ser los dayuan (literalmente, «grandes jonios»), recogidos en la historiografía china de la dinastía Han, comenzando por las embajadas de Zhang Qian alrededor del 130 a. C. Si esto fue realmente así, los dayuan fueron los impulsores de la primera gran interacción entre una avanzada cultura indoeuropea y la civilización china, que llevó a que se estableciera la Ruta de la Seda desde el siglo I a. C.
Según el escritor romano Quinto Curcio Rufo, los descendientes de estos soldados aún conservaban la cultura helenística cuando él escribió sus obras, alrededor del 30 a. C.

## Arqueología
Los restos de la ciudad de Alejandro se extendían por la colina de la antigua ciudadela de Juyand. Aunque el perímetro más antiguo de las murallas data del siglo X, las excavaciones soviéticas y tayikas del sitio han revelado que debajo de la superficie moderna hay estratos medievales, helenísticos y aqueménidas. Estas capas han revelado fortificaciones que datan de alrededor del siglo IV a. C.
Se han hallado restos de utensilios domésticos, armas, un casco de hierro de los nómadas saces. También se han encontrado materiales de construcción. Los hallazgos se exhiben en el Museo de estudios regionales de Juyand. El sitio arqueológico también ha revelado numerosas monedas y cerámica helenísticas. N. Negmatov fue el responsable de la campaña de excavaciones de 1974-1975, en el castillo de Urda, erigido en la ciudad de Leninabad (Juyand). Este arqueólogo descubrió diez niveles estratigráficos de 3 a 4 m en la ciudad y, de 27 m en el interior de la ciudadela.
Se han hallado piezas cerámicas datadas del siglo VI al IV a. C., hechas con arcilla roja cubierta de engobe blanco. La factura técnica de los platos y vasos de estilo griego de la época helenística destaca por los barnices y ceras aplicados. Entre los siglos III a. C. y III se empleó para decorar los vasos cerámicos un engobe espeso que se tornaba rojo durante la cocción. En las cerámicas fechadas entre los siglos IV y VII, se aprecia una calidad inferior, resultante, entre otros motivos, del acortamiento de la duración de la cocción.
En la Tabula Peutingeriana figura bajo el nombre de la ciudad una pregunta retórica en latín: «¿Hic Alexander responsum accepit: usque quo Alexander?» (Aquí Alejandro aceptó la respuesta: ¿Hasta dónde, Alejandro?). Hace referencia a su apetito insaciable de conquista y a la leyenda del Romance de Alejandro, en la que "criaturas celestiales" amonestaron a Alejandro por no proseguir con más exploraciones, lo que conduciría en última instancia a la muerte prematura de Alejandro Magno.